# جان هوكس
جان هوكس (بالإنجليزية: Jan Hooks)‏ هي ممثلة أمريكية، ولدت في 23 أبريل 1957 بديكاتور في الولايات المتحدة، وتوفيت في 9 أكتوبر 2014 بنيويورك في الولايات المتحدة بسبب سرطان الحنجرة.

## أعمال

### أفلام
- (1992) عودة الرجل الوطواط
- (1993) امرأة خطرة
- (2004) جيميني غليك في لالاوود

### مسلسلات
- العرض المتأخر مع ديفيد ليترمان
- فيوتشوراما

## وصلات خارجية
- جان هوكس على موقع IMDb (الإنجليزية)
- جان هوكس على موقع ألو سيني (الفرنسية)
- جان هوكس على موقع ميوزك برينز (الإنجليزية)
- جان هوكس على موقع أول موفي (الإنجليزية)
- جان هوكس على موقع قاعدة بيانات الأفلام السويدية (السويدية)
- جان هوكس على موقع إن إن دي بي (الإنجليزية)
- جان هوكس على موقع قاعدة بيانات الفيلم (الإنجليزية)
- جان هوكس على موقع كينوبويسك (الروسية)